# Bloodstone (groupe)
Pour les articles homonymes, voir Bloodstone.
Bloodstone est un groupe américain de musique formé à Kansas City en 1962. Leur musique est un mélange de soul, de funk, de pop et de rock.

## Membres

### Membres initiaux
- Willis Draffen (1945–2002) – chant, guitare
- Charles Love – chant, guitare
- Harry Williams – claviers, chants
- Charles McCormick (died 2022) – basse, chant
- Roger Durham (1946–1973) - percussions
- Melvin Webb (died 1982) - batterie
- Eddie Summers - chant, batterie, claviers, direction musicale

### Membres ultérieurs
- Ron Wilson
- Ronald D. Bell (aka Ronny D)

## Discographie

### Singles classés
| Year | Single                          | Classement dans les Charts | Classement dans les Charts | Classement dans les Charts |
| Year | Single                          | US Pop                     | US R&B                     | UK                         |
| ---- | ------------------------------- | -------------------------- | -------------------------- | -------------------------- |
| 1973 | Natural High                    | 10                         | 4                          | 40                         |
| 1973 | Never Let You Go                | 43                         | 7                          | -                          |
| 1974 | Outside Woman                   | 34                         | 2                          | -                          |
| 1974 | That's Not How It Goes          | 82                         | 22                         | -                          |
| 1975 | My Little Lady                  | 57                         | 4                          | -                          |
| 1975 | Give Me Your Heart              | -                          | 18                         | -                          |
| 1976 | Do You Wanna Do A Thing         | 101                        | 19                         | -                          |
| 1976 | Just Like In The Movies         | -                          | 58                         | -                          |
| 1982 | We Go A Long Way Back           | -                          | 5                          | -                          |
| 1982 | Go On And Cry                   | -                          | 18                         | -                          |
| 1982 | My Love Grows Stronger (Part 1) | -                          | 44                         | -                          |
| 1984 | Instant Love                    | -                          | 42                         | -                          |
| 1984 | Bloodstone's Party              | -                          | 69                         | -                          |

### Albums
- 1972 : Bloodstone
- 1973 : Natural High
- 1974 : Unreal
- 1974 : I Need Time
- 1975 : Riddle of the Sphinx
- 1976 : Do You Wanna Do A Thing
- 1976 : Lullaby of Broadway
- 1976 : Train Ride to Hollywood
- 1979 : Don't Stop
- 1982 : We Go A Long Way Back
- 1984 : Party
- 1999 : Go On and Cry
- 2004 : Now! That's What I'm Talkin' About

## Anecdotes
La chanson I Just Don't Wanna Be Lonely (1974) apparaît dans le film Rubber (2010) du réalisateur français Quentin Dupieux.
La chanson Natural High (1973) apparaît dans le film Jackie Brown (1997) du réalisateur américain Quentin Tarantino.